# Struszia mccartneyi
Struszia mccartneyi (лат.) — вид трилобитов рода Struszia из отряда Phacopida, живших во времена силурийского периода (Wenlock — Ludlow Epoch, около 430 млн лет; Avalanche Lake, горы Маккензи, Северо-Западные территории, Канада). Назван в честь британского музыканта Пола Маккартни, члена группы The Beatles.

## Описание
Цефалическая рахиальная борозда сильно расходящаяся; глабель относительно широкая, выпуклая; III-2 такая же грубая, как III-1, выровненная в поперечном или дугообразном ряду с III-1 и L3 латеральной долей; II-2 иногда развита как грубый бугорок, выровненный в поперечном ряду с II-1 и L2 латеральной долей; средняя длина палпебральных долей противоположна середине L3; адаксиальный ряд фиксигенальных бугорков состоит из шести бугорков; глазное основание относительно высокое; краевой ряд мелких бугорков на либригенальной границе относительно выражен; ринхосы не нависают над передней границей гипостома, слегка «зауженные»; пигидиум с 82—92 плевральными кольцами, 10-11 рахиальных колец; сагиттальные бугорки грубые. Длина краниальной части составляет около 60 процентов от ширины; рахиальная бороздка узкая, глубокая; ширина L2 немного больше 60 процентов ширины L4; L3 немного меньше 80 процентов ширины L4; аподема S1 образует заметный шаровидный бугорок; аподема S2 обычно удлиненная, есть цилиндрическая ножка; аподема SO меньше, округлая. Ростральная пластина умеренно широкая, субтрапециальная, с несколькими бугорками; соединительные швы расходятся к передней борозде, субпараллельные вентрально; передняя борозда неглубокая на либригене и ростральной пластине.

## Классификация
Вид впервые описали в 1993 году канадские палеонтологи Грегори Эджкомб и Брайан Чаттертон (Альбертский университет, Эдмонтон, Канада) в составе номинативного подрода Struszia s.str. рода Struszia семейства †Encrinuridae из отряда факопиды.